# Estación de Sants-Estació
Sants-Estació es una estación de las líneas 3 y 5 del Metro de Barcelona que se sitúa bajo la estación de ferrocarril de Barcelona Sants. 
Se inauguró años después de existir la estación de ferrocarril a medida que creció el metro de Barcelona. Concretamente, en 1969, se abrió al tráfico la estación de línea 5, más próxima a la estación de ferrocarril, con el nombre de Roma Estación Renfe. En 1975 se inauguró la estación de línea 3, que está algo más alejada de la estación de ferrocarril. Finalmente, en 1982, se reordenaron las denominaciones de las líneas de Metro de Barcelona y se cambió el nombre por el actual de Sants-Estació.
Se puede acceder a la estación de Metro desde la de ferrocarril o bien a través del acceso que hay en la calle Numancia.
| << cabecera        | < estación       | línea | estación > | cabecera >>   |
| ------------------ | ---------------- | ----- | ---------- | ------------- |
| Metro              |                  |       |            |               |
| Zona Universitaria | Plaça del Centre |       | Tarragona  | Trinitat Nova |
| Cornellá Centre    | Plaza de Sants   |       | Entença    | Vall d'Hebron |